# الكواملة
الكواملة هي إحدى قرى وادي جازان التابعة لمنطقة جازان جنوب غرب السعودية بين قرية الريان من الشرق، ومحلية من الغرب. القرية تتبع إدارياً لمركز وادي جازان (الريان).

## نبذة
تقع على ضفاف وادي جازان من الجنوب، ووادي ضمد من الشمال. ومن آثارها التاريخية منطقة المنارة الأثرية، وقد ذكرها المؤرخ محمد العقيلي في كتابه المخلاف السليماني الشهير.